# Philbertia alfredensis
Philbertia alfredensis is een slakkensoort uit de familie van de Raphitomidae. De wetenschappelijke naam van de soort is voor het eerst geldig gepubliceerd in 1932 door Turton W. H..